# Lijst van heersers van Luxemburg
Dit is een lijst van heersers van Luxemburg.

## Graafschap Luxemburg(963-1354)

### Huis Ardennen(963-1136)
| Nr. | Monarch     | Monarch                                     | Regeringsperiode        | Titels                                       | Afstamming |
| --- | ----------- | ------------------------------------------- | ----------------------- | -------------------------------------------- | --- |
| 1 | Siegfried I | Siegfried I (ca. 922 – 998) Siegfried I.    | 963 - 15 augustus 998   | Graaf van Luxemburg                          | Zoon van paltsgraaf Wigerik van Lotharingen.                                                                      |
| 2 | Hendrik I   | Hendrik I (ca. 960 – 1026) Heinrich I.      | 998 - 27 februari 1026  | Hertog van Beieren Graaf van Luxemburg       | Zoon van zijn voorganger en Hedwig van Nordgau.                                                                   |
| 3 | Hendrik II  | Hendrik II (ca. 990 – 1047) Heinrich II.    | 1026 - 14 oktober 1047  | Hertog van Beieren Graaf van Luxemburg       | Zoon van Frederik van Luxemburg (ca. 965-1019), zelf een zoon van Siegfried I, en van Irmentrude van de Wetterau. |
| 4 | Giselbert   | Giselbert (ca. 1007 – 1059) Giselbert       | 1047 - 14 augustus 1059 | Graaf van Luxemburg Graaf van Longwy en Salm | Broer van zijn voorganger.                                                                                        |
| 5 | Koenraad I  | Koenraad I (ca. 1040 – 1086) Konrad I.      | 1059 - 8 augustus 1086  | Graaf van Luxemburg                          | Zoon van zijn voorganger. De naam van zijn moeder is onbekend.                                                    |
| 6 | Hendrik III | Hendrik III (ca. 1070 – 1096) Heinrich III. | 1086 - 1096             | Graaf van Luxemburg                          | Zoon van zijn voorganger en (vermoedelijk) Clementia van Poitiers.                                                |
| 7 | Willem      | Willem (1070/81 – 1129) Wilhelm             | 1096 - 1129             | Graaf van Luxemburg                          | Broer van zijn voorganger.                                                                                        |
| 8 | Koenraad II | Koenraad II (ca. 1106 – 1136) Konrad II.    | 1129 - 1136             | Graaf van Luxemburg                          | Zoon van zijn voorganger en Liutgard van Northeim.                                                                |
| 1136: Ermesinde van Luxemburg (ca. 1080-1143), dochter van Koenraad I erft het graafschap, maar geeft het onmiddellijk door aan haar zoon Hendrik (IV). |             |                                             |                         |                                              | |

### HuisNamen(1136-1196)
| Nr. | Monarch    | Monarch                                                | Regeringsperiode        | Titels                              | Afstamming                                        |
| --- | ---------- | ------------------------------------------------------ | ----------------------- | ----------------------------------- | ------------------------------------------------- |
| 9   | Hendrik IV | Hendrik IV de Blinde (ca. 1112 – 1196) Heng de Blannen | 1136 - 14 augustus 1196 | Graaf van Luxemburg Graaf van Namen | Zoon van zijn voorgangster en Godfried van Namen. |

### HuisHohenstaufen(1196-1197)
| Nr. | Monarch | Monarch                 | Regeringsperiode         | Titels                                        | Afstamming                                                                   |
| --- | ------- | ----------------------- | ------------------------ | --------------------------------------------- | ---------------------------------------------------------------------------- |
| 10  | Otto    | Otto (1170 – 1200) Otto | 1196 - 13 september 1197 | Paltsgraaf van Bourgondië Graaf van Luxemburg | Zoon van keizer Frederik I Barbarossa (1122-1190) en Beatrix van Bourgondië. |

### HuisNamen(1197-1247)
| Nr. | Monarch   | Monarch                           | Regeringsperiode        | Titels                                                                | Afstamming                                 |
| --- | --------- | --------------------------------- | ----------------------- | --------------------------------------------------------------------- | ------------------------------------------ |
| 11 | Ermesinde | Ermesinde (1186 – 1247) Ermesinde | 1197 - 17 december 1247 | Gravin van Luxemburg Gravin van Durbuy Gravin van La-Roche-en-Ardenne | Dochter van Hendrik IV en Agnes van Gelre. |
| 1197-1214: Theobald I van Bar (ca. 1158-1214), eerste echtgenoot van Ermesinde, als mede-regent van het graafschap. |           |                                   |                         |                                                                       |                                            |
| 1214-1226: Walram III van Limburg (1180-1226), tweede echtgenoot van Ermesinde, als mede-regent van het graafschap. |           |                                   |                         |                                                                       |                                            |

### HuisLimburg-Luxemburg(1281-1354)
| Nr. | Monarch      | Monarch                                                     | Regeringsperiode        | Titels                                                                           | Afstamming                                                          |
| --- | ------------ | ----------------------------------------------------------- | ----------------------- | -------------------------------------------------------------------------------- | ------------------------------------------------------------------- |
| 12  | Hendrik V    | Hendrik V de Blonde (1216/21 – 1281) Heinrich V. de Blonden | 1247 - 24 december 1281 | Graaf van Luxemburg Graaf van Aarlen Graaf van La-Roche-en-Ardenne               | Zoon van zijn voorgangster en Walram III van Limburg (1180-1226).   |
| 13  | Hendrik VI   | Hendrik VI (1250 – 1288) Heinrich VI.                       | 1281 - 5 juni 1288      | Graaf van Luxemburg Graaf van Aarlen                                             | Zoon van zijn voorganger en Margaretha van Bar.                     |
| 14  | Hendrik VII  | Hendrik VII (1275 – 1313) Heinrich VII.                     | 1288 - 1310             | Keizer der Romeinen Graaf van Luxemburg                                          | Zoon van zijn voorganger en Beatrix van Avesnes.                    |
| 15  | Jan          | Jan de Blinde (1296 - 1346) Jang de Blannen                 | 1310 - 26 augustus 1346 | Koning van Bohemen Markgraaf van Moravië Graaf van Luxemburg                     | Zoon van zijn voorganger en Margaretha van Brabant.                 |
| 16  | Karel        | Karel (1316 - 1378) Karel I.                                | 1346 - 1353             | Keizer der Romeinen Koning van Bohemen Markgraaf van Moravië Graaf van Luxemburg | Zoon van zijn voorganger en Elisabeth van Bohemen.                  |
| 17  | Wenceslaus I | Wenceslaus I (1337 – 1383) Wenzel I.                        | 1353 - 1354             | Graaf van Luxemburg (vanaf 1354 hertog) Hertog-gemaal van Brabant en Limburg     | Halfbroer van zijn voorganger. Zijn moeder was Beatrix van Bourbon. |

## Hertogdom Luxemburg(1354-1457)

### HuisLimburg-Luxemburg(1354-1439)
| Nr. | Monarch       | Monarch                                | Regeringsperiode | Titels                                                                                             | Afstamming |
| --- | ------------- | -------------------------------------- | ---------------- | -------------------------------------------------------------------------------------------------- | --- |
| 1 | Wenceslaus I  | Wenceslaus I (1337 – 1383) Wenzel I.   | 1354 - 1383      | Hertog van Luxemburg Hertog-gemaal van Brabant en Limburg                                          | De laatste graaf. Het graafschap werd in 1354 verheven tot hertogdom.                                                                        |
| 2 | Wenceslaus II | Wenceslaus II (1361 – 1419) Wenzel II. | 1383 - 1419      | Koning der Romeinen Koning van Bohemen Keurvorst van Brandenburg Hertog van Luxemburg              | Zoon van zijn voorganger en Anna van Schweidnitz. In 1388 werd hij "erfhertog"; de eigenlijke heerschappij over het hertogdom verpandde hij. |
| 1388-1411: Jobst van Moravië (1351-1411), van het huis Limburg-Luxemburg, als hertog ´bij verpanding´. |               |                                        |                  | | |
| 1412-1415: Antoon (1384-1415), van het huis Valois, als hertog ´bij verpanding´.                       |               |                                        |                  | | |
| 1415-1418: Elisabeth van Görlitz (1390-1451), van het huis Görlitz, als hertogin ´bij verpanding´.     |               |                                        |                  | | |
| 1418-1419: Jan van Beieren (1373-1425), van het huis Wittelsbach, als hertog ´bij verpanding´.         |               |                                        |                  | | |
| 3 | Sigismund     | Sigismund (1368 – 1437) Sigismund      | 1419 - 1437      | Keizer der Romeinen Koning van Bohemen en Hongarije Keurvorst van Brandenburg Hertog van Luxemburg | Zoon van zijn voorganger en Elisabeth van Pommeren. In Luxemburg was hij louter erfhertog.                                                   |
| 1419-1425: Jan van Beieren (1373-1425), van het huis Wittelsbach, als hertog ´bij verpanding´.         |               |                                        |                  | | |
| 1425-1437: Elisabeth van Görlitz (1390-1451), van het huis Görlitz, als hertogin ´bij verpanding´.     |               |                                        |                  | | |

### Huis Habsburg(1437-1439)
| Nr.                                                                                                | Monarch  | Monarch                                           | Regeringsperiode | Titels                                                                                               | Afstamming                                                                              |
| -------------------------------------------------------------------------------------------------- | -------- | ------------------------------------------------- | ---------------- | --- | --------------------------------------------------------------------------------------- |
| 4                                                                                                  | Albrecht | Albrecht (1397 - 1439) Albrecht II. vun Éisträich | 1437 - 1439      | Koning der Romeinen Koning van Bohemen en Hongarije Hertog van Luxemburg Hertog van Neder-Oostenrijk | Echtgenoot van Elisabeth van Luxemburg, de enige dochter van zijn voorganger Sigismund. |
| 1437-1439: Elisabeth van Görlitz (1390-1451), van het huis Görlitz, als hertogin ´bij verpanding´. |          |                                                   |                  | |                                                                                         |

### Huis Wettin(1439-1443)
| Nr.                                                                                                | Monarch    | Monarch                                     | Regeringsperiode | Titels                                                         | Afstamming                                                                                       |
| -------------------------------------------------------------------------------------------------- | ---------- | ------------------------------------------- | ---------------- | -------------------------------------------------------------- | ------------------------------------------------------------------------------------------------ |
| 5                                                                                                  | Willem (I) | Willem (I) (1425 - 1482) Wilhelm vu Sachsen | 1439 - 1443      | Hertog van Luxemburg Hertog van Saksen Landgraaf van Thuringen | Verloofde, vanaf 1446 echtgenoot, van Anna van Oostenrijk, dochter van zijn voorganger Albrecht. |
| 1439-1443: Elisabeth van Görlitz (1390-1451), van het huis Görlitz, als hertogin ´bij verpanding´. |            |                                             |                  |                                                                |                                                                                                  |

### Huis Habsburg(1443-1457)
| Nr.                                                                                                 | Monarch   | Monarch                 | Regeringsperiode | Titels                                                                                                | Afstamming                                                        |
| --------------------------------------------------------------------------------------------------- | --------- | ----------------------- | ---------------- | --- | ----------------------------------------------------------------- |
| 6                                                                                                   | Ladislaus | Ladislaus (1440 – 1457) | 1443 - 1457      | Koning van Bohemen en Hongarije Aartshertog van Oostenrijk Hertog van Luxemburg Markgraaf van Moravië | Zoon van zijn voorganger Albrecht en van Elisabeth van Luxemburg. |
| 1443-1457: Filips III van Bourgondië (1396-1467), van het huis Valois, als hertog ´bij verpanding´. |           |                         |                  | |                                                                   |

## Groothertogdom Luxemburg (1815-heden)

### HuisOranje-Nassau(1815-1890)
| Nr. | Monarch    | Monarch                              | Regeringsperiode               | Titels                                           | Afstamming |
| --- | ---------- | ------------------------------------ | ------------------------------ | ------------------------------------------------ | --- |
| 1 | Willem I   | Willem I (1772 – 1843) Wëllem I.     | 15 maart 1815 - 7 oktober 1840 | Koning der Nederlanden Groothertog van Luxemburg | Zoon van Willem V van Oranje-Nassau (1748-1806), stadhouder van de Republiek der Verenigde Nederlanden, en van Wilhelmina van Pruisen. |
| 2 | Willem II  | Willem II (1792 – 1849) Wëllem II.   | 7 oktober 1840 - 17 maart 1849 | Koning der Nederlanden Groothertog van Luxemburg | Zoon van zijn voorganger en Wilhelmina van Pruisen.                                                                                    |
| 3 | Willem III | Willem III (1817 – 1890) Wëllem III. | 21 mei 1849 - 23 november 1890 | Koning der Nederlanden Groothertog van Luxemburg | Zoon van zijn voorganger en Anna Paulowna van Rusland.                                                                                 |
| 1850 - 1879: Hendrik van Oranje-Nassau (1820-1879), broer van Willem III, als luitenant-vertegenwoordiger van de groothertog. |            |                                      |                                |                                                  | |

### HuisNassau-Weilburg(1890-heden)
| Nr. | Monarch                      | Monarch                                     | Regeringsperiode                    | Titels                                          | Afstamming |
| --- | ---------------------------- | ------------------------------------------- | ----------------------------------- | ----------------------------------------------- | --- |
| 4 | Adolf van Luxemburg          | Adolf (1817 – 1905) Adolphe                 | 23 november 1890 - 17 november 1905 | Groothertog van Luxemburg Hertog van Nassau     | Zoon van Willem van Nassau (1792-1839), zelf een zoon van Frederik Willem van Nassau-Weilburg (neef van Willem I), en van Louise van Saksen-Hildburghausen. |
| 5 | Willem IV van Luxemburg      | Willem IV (1852 – 1912) Wëllem IV.          | 17 november 1905 - 25 februari 1912 | Groothertog van Luxemburg Hertog van Nassau     | Zoon van zijn voorganger en Adelheid Marie van Anhalt-Dessau.                                                                                               |
| 1908 - 1912: Maria Anna van Portugal (1861-1942), echtgenote van Willem IV, als luitenant-vertegenwoordigster van de groothertog. |                              |                                             |                                     |                                                 | |
| 6 | Maria Adelheid van Luxemburg | Maria Adelheid (1894 – 1924) Marie-Adélaïde | 25 februari 1912 - 15 januari 1919  | Groothertogin van Luxemburg Hertogin van Nassau | Dochter van haar voorganger en Maria Anna van Portugal. |
| 7 | Charlotte van Luxemburg      | Charlotte (1896 – 1985) Charlotte           | 15 januari 1919 - 12 november 1964  | Groothertogin van Luxemburg Hertogin van Nassau | Zus van haar voorgangster. |
| 1961 - 1964: Jean van Luxemburg, als luitenant-vertegenwoordiger van de groothertogin.                                            |                              |                                             |                                     |                                                 | |

| Nr.                                                                                        | Monarch             | Monarch                 | Regeringsperiode                  | Titels                                      | Afstamming                                                  |
| ------------------------------------------------------------------------------------------ | ------------------- | ----------------------- | --------------------------------- | ------------------------------------------- | ----------------------------------------------------------- |
| 8                                                                                          | Jan van Luxemburg   | Jean (1921 – 2019) Jean | 12 november 1964 - 7 oktober 2000 | Groothertog van Luxemburg Hertog van Nassau | Zoon van zijn voorgangster en Felix van Bourbon-Parma.      |
| 1999 - 2000: Henri van Luxemburg, als luitenant-vertegenwoordiger van de groothertog.      |                     |                         |                                   |                                             |                                                             |
| 9                                                                                          | Henri van Luxemburg | Henri (1955) Henri      | 7 oktober 2000 - huidig           | Groothertog van Luxemburg Hertog van Nassau | Zoon van zijn voorganger en Josephine Charlotte van België. |
| 2024 - heden: Guillaume van Luxemburg, als luitenant-vertegenwoordiger van de groothertog. |                     |                         |                                   |                                             |                                                             |

## Lijn van de Luxemburgse troonopvolging
- Groothertogin Charlotte (1896-1985)
  -  Groothertog Jean (1921-2019), zoon van Charlotte
    -  Groothertog Henri (1955), zoon van Jean
      - (1) Erfgroothertog Guillaume (1981), zoon van Henri
        - (2) Prins Charles (2020), zoon van Guillaume
        - (3) Prins François (2023), zoon van Guillaume

      - (4) Prins Félix (1984), zoon van Henri
        - (5) Prinses Amalia van Nassau (2014), dochter van Félix
        - (6) Prins Liam van Nassau (2016), zoon van Félix
        - (7) Prins Balthazar van Nassau (2024), zoon van Félix

      - (8) Prinses Alexandra (1991), dochter van Henri
        - (9) Victoire (2024), dochter van Alexandra

      - (10) Prins Sébastien (1992), zoon van Henri

    - (11) Prins Guillaume (1963), zoon van Jean
      - (12) Prins Paul Louis (1998), zoon van Guillaume
      - (13) Prins Léopold (2000), zoon van Guillaume
      - (14) Prins Jean André (2004), zoon van Guillaume

  - Prins Charles (1927-1977), zoon van Charlotte
    - (15) Prins Robert (1968), zoon van Charles
      - (16) Prins Alexander van Nassau (1997), zoon van Robert

### Opmerkingen
- Prins Louis, de derde zoon van Henri, deed afstand van zijn rechten op de troon bij zijn morganatisch huwelijk in 2006.
- Prins Jean, de jongere broer van Henri, deed afstand van zijn rechten op de troon op 26 september 1986.